# كيشو تانياما
كيشو تانياما (谷山紀章 تانياما كيشو) هو مطرب ومؤدي أصوات ياباني ولد في 11 أغسطس 1975 في يوبي، ياماغوتشي.

## أدواره في الأنمي

### مسلسلات أنمي تلفزيونية
- تنجن توبا جورين لاجان - كيتان
- بليتش - كازيشيني
- كيشين تايسن جيجانتيك فورميولا - أوليفير ميرابو
- الرمية الكبرى - أزوسا هاناي
- الرمية الكبرى: فصل بطولة الصيف - أزوسا هاناي
- جونجو رومانتيكا - تاكاهيرو تاكاهاشي
- باندورا هارتس - غلين باسكرفيل
- بوسو رينكين - شوسوي هاياساكا
- باسكواش! - فالكون لايتوينغ
- DearS - تاكيا إيكوهارا
- NEEDLESS - ساتين، كيوجي كانّازوكي
- كيمي غا نوزومو آين - تاكايوكي نارومي
- أوفر درايف - تاكيشي ياماتو
- إندكس معينة خاصة بالسحر - ستيل ماغنوس
- إندكس معينة خاصة بالسحر II - ستيل ماغنوس، هاجيمي هيتوتسوي
- ريجيوس المدرعة - شارنيد إيليبتون
- ديفل ماي كراي - إرنست
- حفيد نوراريهيون - كيوتسوغو كيوجوجي
- حفيد نوراريهيون: عاصمة العفاريت - كيوتسوغو كيوجوجي
- Special A - ياهيرو سايغا
- هايسكول اوف ذا ديد - كويتشي شيدو
- توغاينو نو تشي - غونجي
- سيكيريه Pure Engagement - نيشي سانادا
- نشأة الآليين - فهيم
- هجوم العمالقة - جان كيرشتاين
- هجوم العمالقة: الثانوية - جان كيرشتاين
- هيوكا - صاحب تسريحة البانك
- ماغي: The Kingdom of Magic - لؤلؤ
- كود:بريكر - كود:05 السابق
- كرة سلة كوروكو - تاتسيا هيمورو
- هجوم العمالقة الموسم 2 (2017) - جان كيرشتاين
- هاماتورا - توراو
- شو باي روك!! - كرو
- شو باي روك!!# - كرو
- أمراء الغناء: ماجي لاف 1000% - ناتسكي شينوميا
- أمراء الغناء: ماجي لاف 2000% - ناتسكي شينوميا
- أمراء الغناء: ماجي لاف ريفولوشنز - ناتسكي شينوميا
- أمراء الغناء: ماجي لاف ليجند ستار - ناتسكي شينوميا
- بونغو ستراي دوغز - تشويا ناكاهارا
- مغامرة جوجو الغريبة: الماس لا ينكسر - يويا فونغامي
- أوكالتيك ناين - كيريو كوساكابي
- الإكسورسيست الأزرق: ملك كيوتو الملوث - كينزو شيما
- هجوم العمالقة الموسم 3 (2018) - جان كيرشتاين

### أوفا أنمي
- هجوم العمالقة: زوار مفاجئون - جان كيرشتاين
- هجوم العمالقة: محنة - جان كيرشتاين

### أفلام أنمي
- تنجن توبا جورين لاجان: فصل جورين - كيتان
- تنجن توبا جورين لاجان: فصل لاجان - كيتان
- ناروتو شيبودن: الفيلم - جيتاي
- أورا: معركة ماريوينكوغا الأخيرة - كينوشيتا
- بونغو ستراي دوغز: Dead Apple - ناكاهارا تشويا

## أدواره في ألعاب الفيديو
- كاثرين - توبي
- ناين آورز، ناين بيرسونز، ناين دورز - سانتا

## وصلات خارجية
- كيشو تانياما على موقع IMDb (الإنجليزية)
- كيشو تانياما على موقع ميوزك برينز (الإنجليزية)
- كيشو تانياما على موقع ديسكوغز (الإنجليزية)
- كيشو تانياما على موقع قاعدة بيانات الفيلم (الإنجليزية)
- كيشو تانياما على موقع ANN person (الإنجليزية)